# Matthew Meredith
Matthew Christian Meredith (* 7. Juli 2000 in Renton (Washington)) ist ein deutsch-US-amerikanischer Basketballspieler. Er steht im Aufgebot des Zweitligisten Nürnberg Falcons BC.

## Laufbahn
Meredith kam im Ort Renton im US-Bundesstaat Washington zur Welt. In Nürnberg spielte er in der Jugend und gab in der Saison 2014/15 sein Debüt in der 2. Bundesliga ProA. In der Saison 2016/17 entwickelte er sich beim Kooperationsverein des Nürnberg Falcons BC, der Turnerschaft Herzogenaurach, zu einem Leistungsträger in der ersten Regionalliga und verbuchte in der ProA rund neuneinhalb Minuten Einsatzzeit pro Partie. Im Spieljahr 2018/19 stand er in 29 ProA-Spielen auf dem Feld und erzielte im Durchschnitt 2,5 Punkte je Begegnung. Meredith erreichte mit Nürnberg in dieser Saison als Vizemeister den Aufstieg in die Basketball-Bundesliga. Allerdings wurde Nürnberg die Bundesliga-Lizenz verweigert, er blieb mit der Mannschaft somit in der zweiten Liga. Im Sommer 2020 wurde er vom Bundesligisten Skyliners Frankfurt verpflichtet. Sein erstes Bundesliga-Spiel bestritt er im November 2020 gegen Oldenburg. Bis 2022 kam Meredith für Frankfurt in acht Begegnungen der höchsten deutschen Spielklasse zum Einsatz. Er spielte zumeist in Frankfurts Mannschaft in der 2. Bundesliga ProB, für die er in der Saison 2021/22 im Durchschnitt in 21 Begegnungen 18,3 Punkte, 4,9 Rebounds sowie 3,4 Vorlagen verbuchte und 79 Dreipunktewürfe traf.
Im Anschluss an zwei Jahre in Frankfurt wechselte Meredith in der Sommerpause 2022 zu den Bayer Giants Leverkusen in die 2. Bundesliga ProA. Mit den Rheinländern verfehlte er 2023 den Klassenerhalt. Meredith blieb in der zweiten Liga, indem er nach Nürnberg zurückkehrte.

### Nationalmannschaft
Im Sommer 2016 nahm Meredith mit der deutschen U16-Nationalmannschaft an der Europameisterschaft in Polen teil. Bei der U18-Europameisterschaft 2018 kam er auf einen Punkteschnitt von 6,9 je Spiel und erreichte mit der deutschen Mannschaft bei dem Turnier in Lettland den sechsten Platz.